# Stadtbefestigung Grünsfeld

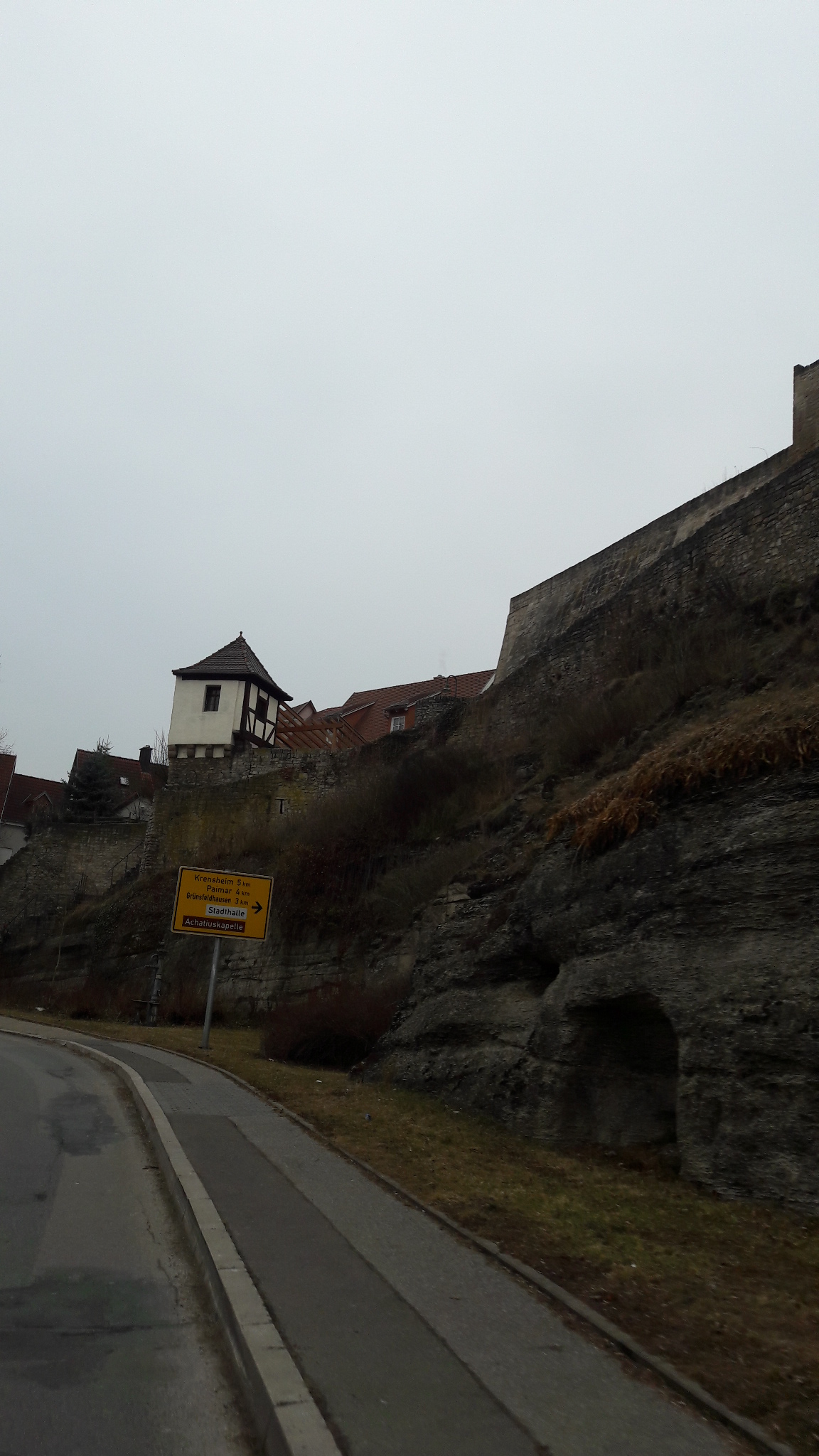
Stadtmauerreste mit Turm auf dem „Schorren“ in Grünsfeld, Schloßstraße

Die Stadtbefestigung Grünsfeld bezeichnet die ehemaligen Befestigungswerke der Stadt Grünsfeld im Main-Tauber-Kreis in Baden-Württemberg.

## Geschichte und Bauten

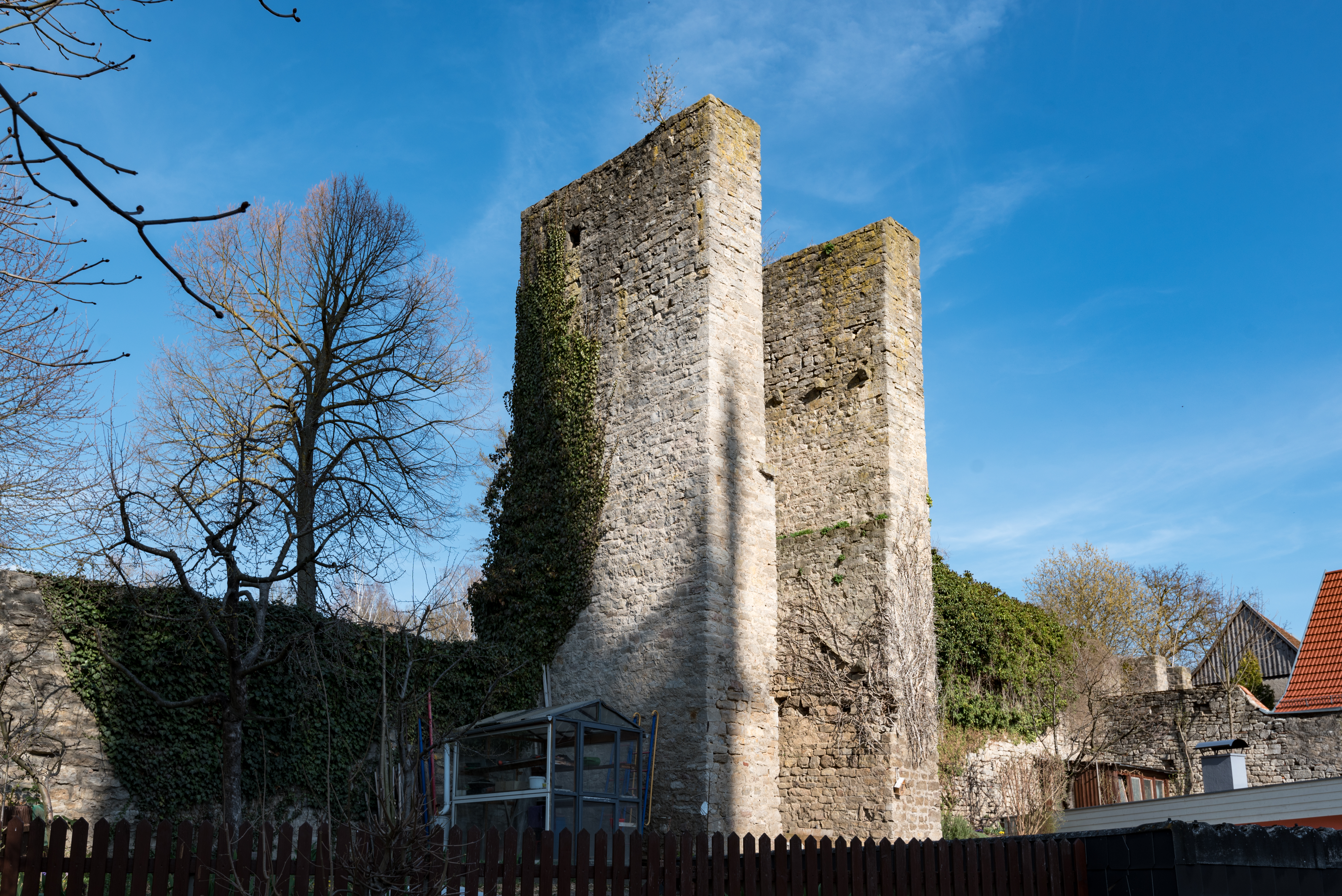
Reste eines Turms und der Stadtmauer

Große Teile der einstigen Stadtbefestigung sind abgegangen. Reste bestehen bei der Hauptstraße 18, der Leuchtenbergstraße, der Schloßstraße und dem Stadtbrunnenweg. Vor allem auf dem „Schorren“, einem etwa 30 Meter hohen Felsplateau, sind deutlich sichtbare Reste der Stadtbefestigung erhalten. Auf dem „Schorren“ befinden sich auch die noch erhaltenen Teile von Schloss Grünsfeld bzw. der einstigen Burg Grünsfeld, welche in die Stadtbefestigung integriert waren. Im Jahre 1861 kam es nach einem Großbrand zum Abbruch des größten Teils der Stadtbefestigung. Die noch bestehenden Überreste der mittelalterlichen Stadtbefestigung stehen heute unter Denkmalschutz.